# Yann Arthus-Bertrand

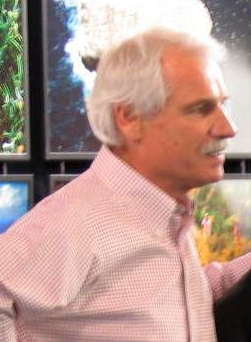
Yann Arthus-Bertrand.

Yann Arthus-Bertrand, född 13 mars 1946 i Paris, är en fransk fotograf, och mest känd för sina bilder tagna från himlen, uppifrån.
Han försörjde sig länge som ballongflygare och det var genom det som han fick idén.[källa behövs]

## Svenska översättningar
- Jorden berättad för barn (La terre racontée aux enfants) (København : Forlag Jorden, 2001)
- Jorden sedd från himlen (La terre vue du ciel) (översättning Ulrika Kilander [m.fl.], Köpenhamn: Förl. Jorden, 2002)
- Hästar (Chevaux) (översättning Marie Jörgensen Pesch och Catharina Wallström, København: Forlaget Jorden, 2004)
- Jorden sedd från ovan: ett flygporträtt av planeten (La terre vue du ciel) (översättning Mats Löfgren, Max Ström, 2007)

## Filmer
- Human
- Planet Ocean
- A Thirsty World